# Shire of West Arthur
Shire of West Arthur is een lokaal bestuursgebied (LGA) in de regio Wheatbelt in  West-Australië. De hoofdplaats is Darkan.

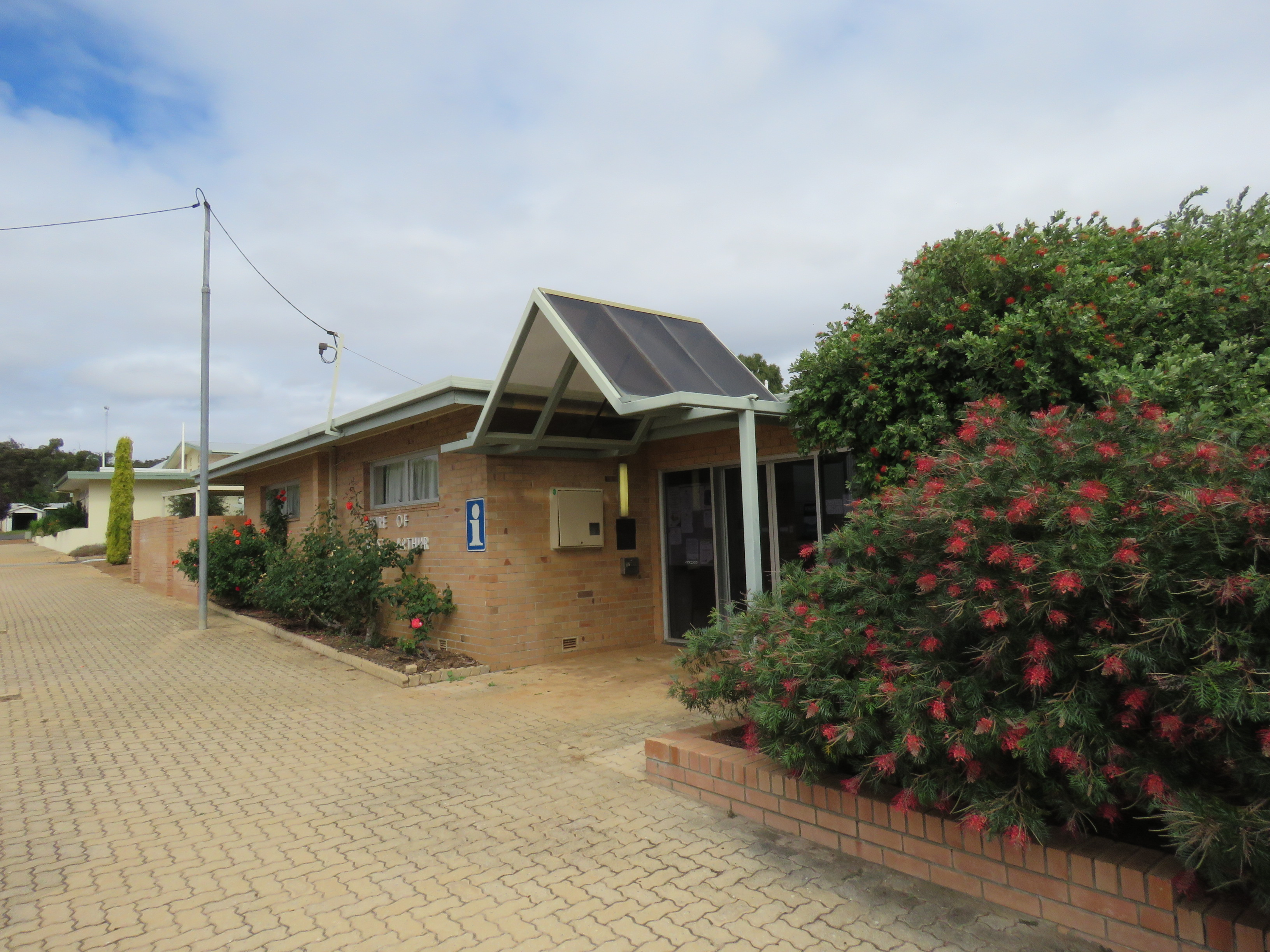
Districtsgebouw (2021)

## Geschiedenis
Op 10 januari 1896 werd het West Arthur Road District opgericht. Ten gevolge van de Local Government Act van 1960 veranderde het district op 23 juni 1961 van naam en werd de Shire of West Arthur.

## Beschrijving
Shire of West Arthur is een landbouwdistrict in de regio Wheatbelt. Het is 2.834 km² groot en ligt ongeveer 200 kilometer ten zuidoosten van de West-Australische hoofdstad Perth. Het administratieve en dienstencentrum van het district is Darkan.
Tijdens de volkstelling van 2021 telde Shire of West Arthur 773 inwoners. Minder dan 5 % van de bevolking gaf toen aan van inheemse afkomst te zijn.

## Plaatsen, dorpen en lokaliteiten
- Darkan
- Arthur River
- Bokal
- Boolading
- Bowelling
- Cordering
- Duranillin
- Moodiarrup
- Trigwell

## Bevolkingsaantal
| Jaar | Bevolkingsaantal |
| ---- | ---------------- |
| 1911 | 674              |
| 1921 | 624              |
| 1933 | 1.047            |
| 1947 | 876              |
| 1954 | 1.295            |
| 1961 | 1.398            |
| 1966 | 1.427            |
| 1971 | 1.303            |
| 1976 | 1.293            |
| 1981 | 1.288            |
| 1986 | 1.118            |
| 1991 | 973              |
| 1996 | 985              |
| 2001 | 863              |
| 2006 | 858              |
| 2011 | 868              |
| 2016 | 809              |
| 2021 | 773              |